# Львовско-варшавская школа
Львовско-Варшавская школа (пол. szkoła lwowsko-warszawska) — польское направление в логическом позитивизме, у истоков которого стоял Казимир Твардовский — ученик Франца Брентано.

## История
Первоначально сформировалась во Львове, когда тот еще был австрийским. После обретения Польшей независимости в 1918 году центр школы переместился в Варшаву. Днем рождения школы принято считать 15 октября 1895 года, когда Твардовский получил кафедру философии во Львовском университете (в этот день им была прочитана первая вступительная лекция по философии). В 1930-е годы Львовско-варшавская школа развивалась под сильным влиянием Венского кружка неопозитивизма. С началом Второй мировой войны и оккупацией Польши немецкими войсками (1939) школа как целостность перестает существовать.

## Учение
Основные идеи школы заключались в предпосылке, что философия является наукой, а значение и смысл термина определяются способом его употребления и имеют конвенциональную природу. Истиной в школе считалось только такое суждение, которое утверждало существование предмета в том случае, если он действительно существовал, и отрицало — если он не существовал. Одной из особенностей школы был реизм — убеждение в том, что существуют только вещи. Реизм возник в результате сомнений Котарбинского в существовании свойств. В этике Котарбинский различал моральную деонтологию (как жить так, чтобы называться порядочным человеком), теорию эффективного действия (праксеология) и учение о счастье (фелицитология). Эмпирической основой этики являются моральные свидетельства.

## Представители
- Казимеж Айдукевич
- Владислав Витвицкий
- Тадеуш Котарбинский
- Станислав Лесьневский
- Ян Лукасевич
- Альфред Тарский
- Станислав Яськовский